# Jan Hendrik de Boer

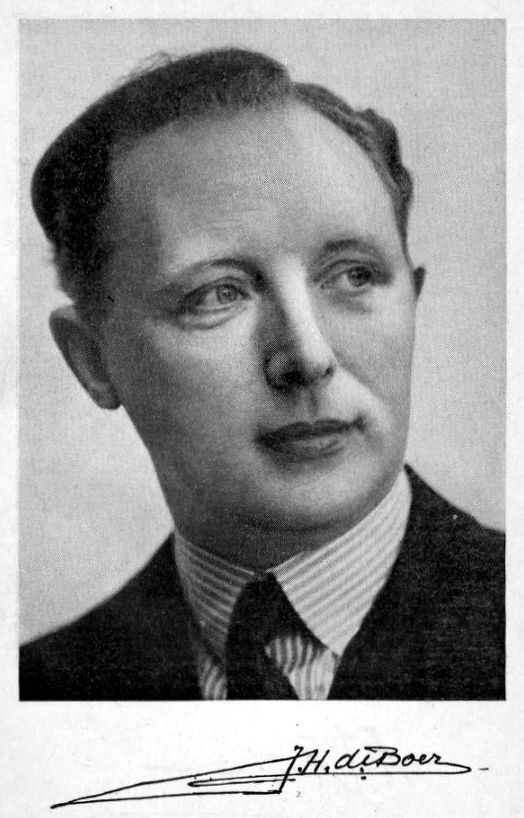
Prof. dr. J. H. de Boer, 1947

Jan Hendrik de Boer (* 19. März 1899 in Ruinen, heute zu De Wolden; † 25. April 1971 in Den Haag) war ein niederländischer Physiker und Chemiker. 
Er studierte an der Universität Groningen und promovierte 1923 bei Hilmar Johannes Backer mit dem Thema Alpha-sulfoboterzuur (Alpha-sulfobuttersäure) und war anschließend in der industriellen Forschung tätig. Während des Zweiten Weltkriegs war er, zunächst in den Niederlanden, dann im Vereinigten Königreich, verantwortlich für ein Laboratorium zur Chemiewaffenabwehr. Nach dem Zweiten Weltkrieg kehrte er 1950 in die Niederlande zurück und lehrte auch an der Technischen Hochschule Delft. 
Er entwickelte gemeinsam mit Eduard van Arkel das nach beiden Forschern benannte Van-Arkel-de-Boer-Verfahren zur Gewinnung hochreiner Metalle, das besonders für Titan, Zirconium und Hafnium eingesetzt wird. Außerdem erarbeitete er bahnbrechende Ergebnisse im Bereich der heterogenen Katalyse.